# Campeonato de la AFC
El Campeonato de la AFC (en inglés: AFC Championship Game) es un partido de fútbol americano disputado cada año para determinar al campeón de la Conferencia Americana (AFC) de la National Football League (NFL). El ganador recibe el trofeo Lamar Hunt y  se enfrenta en el Super Bowl o Supertazón al ganador del Campeonato de la NFC.
El juego empezó a realizarse en 1970 después de la fusión entre la NFL y la American Football League. La AFC estaba formada por 10 equipos de la AFL y 3 de la NFL (Baltimore Colts, Cleveland Browns y los Pittsburgh Steelers).

## Estructura de las eliminatorias
Al final de cada temporada regular una serie de partidos eliminatorios incluye a los 6 mejores equipos de la AFC, los 4 campeones divisionales y los 2 comodines. Los dos mejores juegan el partido por el campeonato.
Desde la temporada 1975, la sede del partido de Campeonato de la AFC se otorga al finalista que haya conseguido el mejor registro de victorias durante la temporada regular. Así mismo, un equipo comodín no podrá ser local a menos que los dos finalistas sean comodines.

## Campeones
| Temporada | Campeón                   | Marcador | Subcampeón               | Ciudad       | Estadio                             |
| --------- | ------------------------- | -------- | ------------------------ | ------------ | ----------------------------------- |
| 1970-71   | Baltimore Colts           | 27 - 17  | Oakland Raiders          | Baltimore    | Memorial Stadium                    |
| 1971-72   | Miami Dolphins            | 21 - 0   | Baltimore Colts          | Miami        | Miami Orange Bowl                   |
| 1972-73   | Miami Dolphins (2)        | 21 - 17  | Pittsburgh Steelers      | Pittsburgh   | Three Rivers Stadium                |
| 1973-74   | Miami Dolphins (3)        | 27 - 10  | Oakland Raiders (2)      | Miami        | Miami Orange Bowl                   |
| 1974-75   | Pittsburgh Steelers       | 24 - 13  | Oakland Raiders (3)      | Oakland      | Oakland-Alameda County Coliseum     |
| 1975-76   | Pittsburgh Steelers (2)   | 16 - 10  | Oakland Raiders (4)      | Pittsburgh   | Three Rivers Stadium                |
| 1976-77   | Oakland Raiders           | 24 - 7   | Pittsburgh Steelers (2)  | Oakland      | Oakland-Alameda County Coliseum     |
| 1977-78   | Denver Broncos            | 20 - 17  | Oakland Raiders (5)      | Denver       | Mile High Stadium                   |
| 1978-79   | Pittsburgh Steelers (3)   | 34 - 5   | Houston Oilers           | Pittsburgh   | Three Rivers Stadium                |
| 1979-80   | Pittsburgh Steelers (4)   | 27 - 13  | Houston Oilers (2)       | Pittsburgh   | Three Rivers Stadium                |
| 1980-81   | Oakland Raiders (2)       | 34 - 27  | San Diego Chargers       | San Diego    | San Diego Stadium                   |
| 1981-82   | Cincinnati Bengals        | 27 - 7   | San Diego Chargers (2)   | Cincinnati   | Riverfront Stadium                  |
| 1982-83   | Miami Dolphins (4)        | 14 - 0   | New York Jets            | Miami        | Miami Orange Bowl                   |
| 1983-84   | Los Angeles Raiders (3)   | 30 - 14  | Seattle Seahawks         | Los Ángeles  | Los Angeles Memorial Coliseum       |
| 1984-85   | Miami Dolphins (5)        | 45 - 28  | Pittsburgh Steelers (3)  | Miami        | Miami Orange Bowl                   |
| 1985-86   | New England Patriots      | 31 - 14  | Miami Dolphins           | Miami        | Miami Orange Bowl                   |
| 1986-87   | Denver Broncos (2)        | 23 - 20  | Cleveland Browns         | Cleveland    | Cleveland Municipal Stadium         |
| 1987-88   | Denver Broncos (3)        | 38 - 33  | Cleveland Browns (2)     | Denver       | Mile High Stadium                   |
| 1988-89   | Cincinnati Bengals (2)    | 21 - 10  | Buffalo Bills            | Cincinnati   | Riverfront Stadium                  |
| 1989-90   | Denver Broncos (4)        | 37 - 21  | Cleveland Browns (3)     | Denver       | Mile High Stadium                   |
| 1990-91   | Buffalo Bills             | 51 - 3   | Los Angeles Raiders (6)  | Orchard Park | Rich Stadium                        |
| 1991-92   | Buffalo Bills (2)         | 10 - 7   | Denver Broncos           | Orchard Park | Rich Stadium                        |
| 1992-93   | Buffalo Bills (3)         | 29 - 10  | Miami Dolphins (2)       | Miami        | Joe Robbie Stadium                  |
| 1993-94   | Buffalo Bills (4)         | 30 - 13  | Kansas City Chiefs       | Orchard Park | Rich Stadium                        |
| 1994-95   | San Diego Chargers        | 17 - 13  | Pittsburgh Steelers (4)  | Pittsburgh   | Three Rivers Stadium                |
| 1995-96   | Pittsburgh Steelers (5)   | 20 - 16  | Indianapolis Colts (2)   | Pittsburgh   | Three Rivers Stadium                |
| 1996-97   | New England Patriots (2)  | 20 - 6   | Jacksonville Jaguars     | Foxborough   | Foxboro Stadium                     |
| 1997-98   | Denver Broncos (5)        | 24 - 21  | Pittsburgh Steelers (5)  | Pittsburgh   | Three Rivers Stadium                |
| 1998-99   | Denver Broncos (6)        | 23 - 10  | New York Jets (2)        | Denver       | Mile High Stadium                   |
| 1999-00   | Tennessee Titans          | 33 - 14  | Jacksonville Jaguars (2) | Jacksonville | Alltel Stadium                      |
| 2000-01   | Baltimore Ravens          | 16 - 3   | Oakland Raiders (7)      | Oakland      | Network Associates Coliseum         |
| 2001-02   | New England Patriots (3)  | 24 - 17  | Pittsburgh Steelers (6)  | Pittsburgh   | Heinz Field                         |
| 2002-03   | Oakland Raiders (4)       | 41 - 24  | Tennessee Titans (3)     | Oakland      | Network Associates Coliseum         |
| 2003-04   | New England Patriots (4)  | 24 - 14  | Indianapolis Colts (3)   | Foxborough   | Gillette Stadium                    |
| 2004-05   | New England Patriots (5)  | 41 - 27  | Pittsburgh Steelers (7)  | Pittsburgh   | Heinz Field                         |
| 2005-06   | Pittsburgh Steelers (6)   | 34 - 17  | Denver Broncos (2)       | Denver       | INVESCO Field at Mile High          |
| 2006-07   | Indianapolis Colts (2)    | 38 - 34  | New England Patriots     | Indianápolis | RCA Dome                            |
| 2007-08   | New England Patriots (6)  | 21 - 12  | San Diego Chargers (3)   | Foxborough   | Gillette Stadium                    |
| 2008-09   | Pittsburgh Steelers (7)   | 23 - 14  | Baltimore Ravens         | Pittsburgh   | Heinz Field                         |
| 2009-10   | Indianapolis Colts (3)    | 30 - 17  | New York Jets (3)        | Indianápolis | Lucas Oil Stadium                   |
| 2010-11   | Pittsburgh Steelers (8)   | 24 - 19  | New York Jets (4)        | Pittsburgh   | Heinz Field                         |
| 2011-12   | New England Patriots (7)  | 23 - 20  | Baltimore Ravens (2)     | Foxborough   | Gillette Stadium                    |
| 2012-13   | Baltimore Ravens (2)      | 28 - 13  | New England Patriots (2) | Foxborough   | Gillette Stadium                    |
| 2013-14   | Denver Broncos (7)        | 26 - 16  | New England Patriots (3) | Denver       | Sports Authority Field at Mile High |
| 2014-15   | New England Patriots (8)  | 45 - 7   | Indianapolis Colts (4)   | Foxborough   | Gillette Stadium                    |
| 2015-16   | Denver Broncos (8)        | 20 - 18  | New England Patriots (4) | Denver       | Sports Authority Field at Mile High |
| 2016-17   | New England Patriots (9)  | 36 - 17  | Pittsburgh Steelers (8)  | Foxborough   | Gillette Stadium                    |
| 2017-18   | New England Patriots (10) | 24 - 20  | Jacksonville Jaguars (3) | Foxborough   | Gillette Stadium                    |
| 2018-19   | New England Patriots (11) | 37 - 31  | Kansas City Chiefs (2)   | Kansas City  | Arrowhead Stadium                   |
| 2019-20   | Kansas City Chiefs (1)    | 35 - 24  | Tennessee Titans (4)     | Kansas City  | Arrowhead Stadium                   |
| 2020-21   | Kansas City Chiefs (2)    | 38 - 24  | Buffalo Bills (2)        | Kansas City  | Arrowhead Stadium                   |
| 2021-22   | Cincinnati Bengals (3)    | 27 - 24  | Kansas City Chiefs (3)   | Kansas City  | Arrowhead Stadium                   |
| 2022-23   | Kansas City Chiefs (3)    | 23 - 20  | Cincinnati Bengals (1)   | Kansas City  | Arrowhead Stadium                   |
| 2023-24   | Kansas City Chiefs (4)    | 17 - 10  | Baltimore Ravens (3)     | Baltimore    | M&T Bank Stadium                    |
| 2024-25   | Kansas City Chiefs (5)    | 32 - 29  | Buffalo Bills (3)        | Kansas City  | Arrowhead Stadium                   |

## Apariciones en el Campeonato de la AFC desde 1970
Estadísticas actualizadas hasta la temporada 2024.
| Cant. | Equipo                                | Victorias | Derrotas | PCT  | Último campeonato | Última aparición |
| ----- | ------------------------------------- | --------- | -------- | ---- | ----------------- | ---------------- |
| 16    | Pittsburgh Steelers                   | 8         | 8        | .500 | 2010              | 2016             |
| 15    | New England Patriots                  | 11        | 4        | .733 | 2018              | 2018             |
| 11    | Los Angeles/Oakland/Las Vegas Raiders | 4         | 7        | .364 | 2002              | 2002             |
| 10    | Denver Broncos                        | 8         | 2        | .800 | 2015              | 2015             |
| 7     | Miami Dolphins                        | 5         | 2        | .714 | 1984              | 1992             |
| 8     | Kansas City Chiefs                    | 5         | 3        | .625 | 2024              | 2024             |
| 7     | Indianapolis Colts                    | 3         | 4        | .429 | 2009              | 2014             |
| 7     | Buffalo Bills                         | 4         | 3        | .571 | 1993              | 2024             |
| 5     | Baltimore Ravens                      | 2         | 3        | .400 | 2012              | 2023             |
| 5     | Houston Oilers/Tennessee Titans       | 1         | 4        | .200 | 1999              | 2019             |
| 4     | Cincinnati Bengals                    | 3         | 1        | .750 | 2021              | 2022             |
| 4     | San Diego/Los Ángeles Chargers        | 1         | 3        | .250 | 1994              | 2007             |
| 4     | New York Jets                         | 0         | 4        | .000 | —                 | 2010             |
| 3     | Cleveland Browns                      | 0         | 3        | .000 | —                 | 1989             |
| 3     | Jacksonville Jaguars                  | 0         | 3        | .000 | —                 | 2017             |
| 1     | Seattle Seahawks                      | 0         | 1        | .000 | —                 | 1983             |
| 0     | Houston Texans                        | —         | —        | —    | —                 | —                |

- Los Seattle Seahawks ya no son miembros de la AFC.